# Vladimir Ossetchkine
Vladimir Valerievitch Ossetchkine (né le 14 juin 1981 à Kouïbychev) est un militant des droits de l'homme et homme d'affaires russe, fondateur du site web Gulagu.net.

## Biographie
Vladimir Ossetchkine est né en 1981 à Samara, sa mère est cardiologue et son père est journaliste. Pendant ses études à l'école, il gagnait de l'argent en lavant des voitures, en organisant des quiz, ou en vendant du diesel.
Il a étudié à la faculté de droit de l'université de Samara, mais n'a jamais obtenu son diplôme.
Au début des années 2000, Vladimir Ossetchkine dit avoir été faussement arrêté pour meurtre à Samara. La police a essayé de lui arracher des aveux, mais son avocat l'a aidé à prouver son innocence et il a été libéré après trois mois de garde à vue. Plus tard, il a déménagé à Moscou, et s'est engagé dans la revente de voitures étrangères d'occasion.
En 2004, Vladimir a ouvert son centre commercial de voitures Bestmotors près de Krasnogorsk dans la région de Moscou. En 2007, le département local de la sécurité économique du ministère russe de l'Intérieur a commencé à s'intéresser à son commerce, et Ossetchkine a reçu des informations selon lesquelles les agents du ministère voulait ouvrir une affaire de fraude contre lui, mais qu'il pourrait éviter les poursuites en payant un pot-de-vin. Vladimir, confiant dans l'honnêteté de son entreprise, a refusé, mais les employés du ministère de l'Intérieur ont commencé à faire pression sur ses employés et certains ont accepté de vendre plusieurs voitures sans payer les taxes requises. Pour cela, il a été accusé de crimes économiques (articles 159 partie 4, art. 160 partie 4 et partie 3, et art. 174-1 partie 4 du Code pénal de la fédération de Russie). En 2010, Ossetchkine a été condamné à 7 ans de prison, et il a plusieurs fois porté plainte pour torture dans le centre de détention et violation de ses droits, ainsi que contre les organisateurs de son emprisonnement (qui ont finalement été reconnus coupables de corruption). Un an plus tard, il est libéré sur parole après avoir passé 4 ans en prison.
En 2011, après sa sortie de prison, Ossetchkine a créé le site Gulagu.net, dont l'activité principale est de lutter contre la torture, la corruption dans le système pénitentiaire russe et de protéger les droits des détenus dans les prisons russes.
En 2012, Ossetchkine a lancé un système d'assurance contre les violences ou la maladie pour les prisonniers en Russie.
En 2013, il est coordinateur du projet Yopolis.
En 2014, il est à la tête du groupe de travail de la Douma sur le développement du contrôle public et la protection des droits des citoyens dans les lieux de détention.
En 2015, une nouvelle affaire pénale d'escroquerie est ouverte contre Vladimir Ossetchkine, à la suite de quoi il est contraint de quitter la Russie après des perquisitions chez lui. Depuis, il vit en France.
En 2020, la décision est prise par contumace d'arrêter Vladimir Ossetchkine. Il relie les poursuites pénales à ses activités de défense des droits de l'homme.
Le 1er novembre 2021, le site Gulagu.net et sa chaine YouTube ont publié la première partie d'un documentaire reprenant des vidéos de torture et de viols enregistrées dans une prison de la région de Saratov. Ces vidéos avaient été transmises par l'ex-détenu (accusé de trafic de drogue mais n'ayant avoué que sous la torture) et lanceur d'alerte Sergueï Saveliev qui y a eu accès de par son travail non rémunéré d'administrateur système dans la prison. Bien que la publication de ces vidéos ait provoqué une forte réaction des médias en Russie, la Douma a refusé la création d'une commission d'enquête.
Le 12 novembre 2021, le ministère russe de l'Intérieur a de nouveau mis Ossetchkine sur la liste des personnes recherchées.
Le 8 février 2022, Vladimir Ossetchkine déclare avoir reçu des menaces de mort. Il reçoit cette information de deux sources de Russie et de la diaspora tchétchène en France.
En septembre 2022, Ossetchkine déclare avoir essuyé une tentative d'assassinat à son domicile de Biarritz (Pyrénées-Atlantiques) qu’il indique avoir désormais quitté, il s'insurge contre le régime Russe.

## Remarques
1. 1 2 3 4  Ирина ЧЕВТАЕВА, « Владимир Осечкин: с вещами в Госдуму » [archive du 13 juin 2021], www.sovsekretno.ru,‎ 28 octobre 2013 (consulté le 22 mars 2021)
2. 1 2 3  (ru) Ксения Леонова, « Честное вымя » [archive du 10 novembre 2021], Коммерсантъ,‎ 5 septembre 2011 (consulté le 22 mars 2021)
3. ↑  (ru) Анастасия Кириленко, « Предприниматель Владимир Осечкин - о сайте Gulagu.net » [archive du 2 mars 2021], Радио Свобода,‎ 22 août 2011 (consulté le 22 mars 2021)
4. ↑  (ru) Герман Петелин, « Главному следователю Красногорска нашли еще три статьи » [archive du 10 novembre 2021], Известия,‎ 12 juillet 2012 (consulté le 22 mars 2021)
5. ↑  (ru) Ольга Романова, « Как бы успехи как бы гражданского общества » [archive du 10 novembre 2021], Ведомости,‎ 18 août 2011 (consulté le 22 mars 2021)
6. ↑  (ru) « Без страховки и упрека » [archive du 10 novembre 2021], «Коммерсантъ»,‎ 11 novembre 2016 (consulté le 10 novembre 2021)
7. ↑  (ru) « Миронов выступил за амнистию по делу о беспорядках в колонии Копейска » [archive du 10 novembre 2021], РИА Новости,‎ 20131125t1801 (consulté le 10 novembre 2021)
8. ↑  (ru) « Общественная палата и СПЧ обсудят этический кодекс правозащитника - ПОЛИТ.РУ » [archive du 10 novembre 2021], m.polit.ru (consulté le 10 novembre 2021)
9. ↑  (ru) « Суд отказал в аресте подозреваемого в мошенничестве основателя Gulagu.net » [archive du 15 août 2021], Interfax.ru,‎ 30 juin 2018 (consulté le 22 mars 2021)
10. ↑  (ru) Андрей Гридасов, Александр Раскин, « Основатель Gulagu.net покинул Россию, опасаясь ареста » [archive du 31 mai 2021], Известия,‎ 21 octobre 2015 (consulté le 22 mars 2021)
11. ↑  (ru) « Живущий во Франции основатель Gulagu.net заочно арестован московским судом » [archive du 21 février 2021], interfax.ru,‎ 3 juillet 2020 (consulté le 22 mars 2021)
12. ↑  Veronika Dorman et photo Samuel Kirszenbaum, « Sergueï Saveliev, le goût âcre du goulag », sur Libération (consulté le 18 avril 2022)
13. ↑  Zoïa Svetova, « Le système carcéral russe est bâti sur la violence », sur Desk Russie, 22 octobre 2021 (consulté le 18 avril 2022)
14. ↑  (ru) « Основатель Gulagu.net Владимир Осечкин снова объявлен в розыск - Газета.Ru | Новости » [archive du 13 novembre 2021], Газета.Ru (consulté le 13 novembre 2021)
15. ↑  (ru) « Основатель Gulagu.net Осечкин сообщил об угрозах убийством » [archive du 8 février 2022], «Коммерсантъ»,‎ 8 février 2022 (consulté le 8 février 2022)
16. ↑  Collectif, « Vladimir Ossetchkine, invité de RTL soir 18:20-18:26 (interview) », sur www.rtl.fr, 21 septembre 2022 (consulté le 21 septembre 2022)
17. ↑  (ru) « Основатель Гулагу.нет сообщил, что его пытался убить киллер, а о возможном покушении его предупреждал Христо Грозев » , sur The Insider,‎ 19 septembre 2022 (consulté le 19 septembre 2022)